# Reggenza di Katingan
La reggenza di Katingan (in indonesiano: Kabupaten Katingan) è una reggenza dell'Indonesia, situata nella provincia di Kalimantan Centrale.